# 天主教奇特雷教區
天主教奇特雷教區（拉丁語：Dioecesis Citrensis）是巴拿馬一個羅馬天主教教區，屬巴拿馬城總教區。
教區成立於1962年7月21日，包括奇里基省和洛斯桑托斯省。2006年有教友182,000人，佔轄區總人口96.3%。教區下轄廿二個堂區，有卅六名司鐸。現任教區主教為拉斐爾·巴爾迪維索·米蘭達。